# Antiméridionalisme français sous la Troisième République
Vous lisez un « bon article » labellisé en 2021.
L'antiméridionalisme français sous la Troisième République est une haine contre les Français du Sud de la France très en vogue à la fin du XIXe siècle et au début du XXe siècle. Elle tire ses origines d'une lecture linguistique, économique, culturelle et mémorielle du pays et du processus de construction des ethnotypes dans lequel les populations du Midi sont jugées bavardes, vaniteuses, indolentes car la vie leur serait facile en raison du climat ensoleillé, gouvernées par les passions et non par la raison. Les antiméridionalistes jugent la conquête romaine, l'action de Jeanne d'Arc ou la Révolution française comme responsables de la prédominance méridionale dans la société.
La haine des gens du Midi est promue par une partie de la droite nationaliste. Le patriotisme des Méridionaux est mis en doute, ils sont jugés lâches et indifférents, et lors de la défaite de la bataille de Lorraine en 1914 hâtivement déclarés coupables. Les hommes politiques du Sud, Léon Gambetta et Ernest Constans en tête, sont dénoncés comme s'étant emparés du pouvoir par populisme afin d'accaparer les richesses du Nord et les redistribuer dans le Sud. Enfin, les gens du Sud sont présentés comme appartenant à une « race » gangrénée par les protestants et surtout les juifs avec lesquels ils travailleraient à prendre le pouvoir. Leur comportement général serait la conséquence de la conformation de leur cerveau.

## Les origines de la haine

### De la théorie des climats aux représentations stigmatisantes
Le Midi de la France est un espace géographique aux contours flous et dont l'invention, postérieure à la Révolution qui a mis fin aux provinces, tient à une lecture géographique de la nation à partir de son centre parisien,. L'antiméridionalisme connaît son origine dans le processus de construction des ethnotypes, une classification morale et physique des individus fondée sur des préjugés, lesquels sont notamment bâtis sur la théorie des climats, mais repose aussi sur une lecture linguistique, économique, culturelle et mémorielle du pays.
Montesquieu, dans De l'esprit des lois (1748), Germaine de Staël dans De la Littérature (1800) et surtout Charles Victor de Bonstetten dans L'homme du Midi et l'homme du Nord ou l'influence du climat (fin XVIIIe siècle mais paru en 1824), expriment l'idée que les Méridionaux seraient, en raison du climat, d'une infériorité morale et militaire comparés aux Septentrionaux. L'ouvrage de Bonstetten, qui systématise cette distinction, est le reflet d'un état d'esprit fréquent à l'époque. 
Dès le début du XIXe siècle, l'opinion publique est sensible au déséquilibre économique entre le Sud de la France encore largement agricole, par manque de capitaux, et le Nord en cours d'industrialisation,, sur les traces de la croissance économique anglaise et allemande. Le Midi est également perçu (en grande partie à tort) comme moins instruit. En outre, des évènements historiques participent à la construction d'une vision violente du méridional. Ce sont notamment les massacres de la Glacière à Avignon en 1791, l'intervention décisive de Marseillais lors de la journée du 10 août 1792, l'insurrection fédéraliste de 1793 et les violences de la terreur blanche de 1815.
La vision ethnotypique tend à faire du Sud de la France un espace uniforme. Les populations du Midi, que ce soit dans la littérature ou dans l'esprit populaire, sont jugées facondes, vaniteuses, indolentes car la vie leur serait facile en raison du climat ensoleillé, gouvernées par les passions et non par la raison et donc violentes,,,. Leur accent, l'emploi de l'occitan, incompris du Français du Nord, et leur façon de parler français sont également moqués,. 

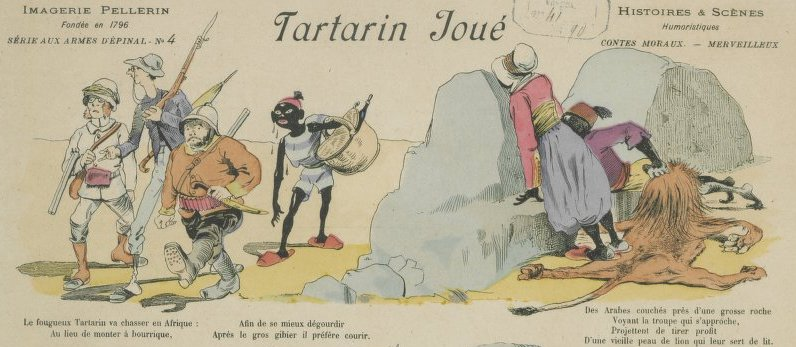
Imagerie d'Épinal illustrant Tartarin de Tarascon d'Alphonse Daudet (1890).

À la charnière du Second Empire et de la Troisième République, dans l'esprit populaire septentrional, « le Provençal, vantard et ridicule » se substitue au Gascon, « phraseur et fanfaron mais fier et querelleur », dans l'incarnation du Méridional. Au début des années 1870, le succès de Tartarin de Tarascon d'Alphonse Daudet participe grandement à ce mouvement. Pour ne rien arranger, l'ensemble de ces représentations stigmatisantes sont reprises dans les manuels et romans scolaires de la deuxième moitié du XIXe siècle. Assez rapidement, l'opposition Nord/Sud est devenue un sens commun dans les élites, jusque chez Ernest Renan, maître à penser des intellectuels français.

### Les origines vues par les antiméridionalistes

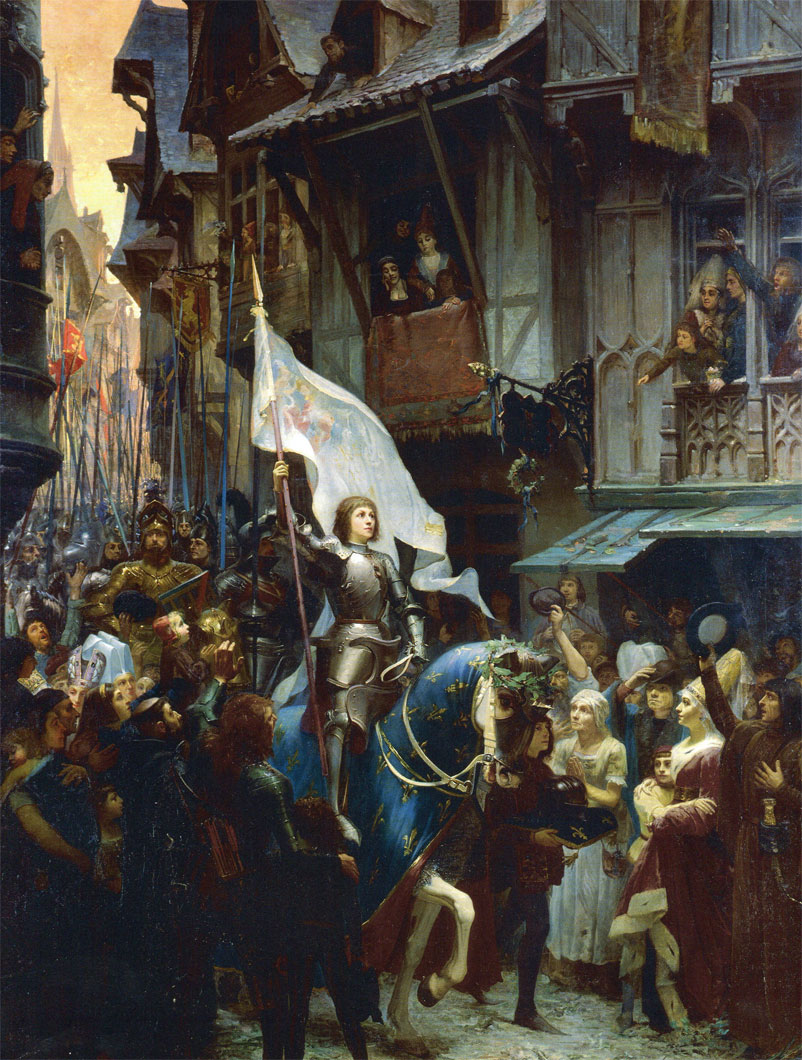
Entrée de Jeanne d'Arc à Orléans, toile de Jean-Jacques Scherrer, musée des Beaux-Arts d'Orléans, 1887.

Des antiméridionalistes cherchent dans l'histoire l'origine de la « disparité ethnique » qu'ils jugent apparente. Selon Maurice Barrès dans un article du journal Le Gaulois en 1903, la conquête de la Gaule par Jules César est la cause première de la disparité entre le Nord et le Sud. Pour Gaston Méry dans son roman à thèse Jean Révolte, roman de lutte (1892), la Rome antique a servi de tête de pont à l'expansion méridionale vers l'Europe du Nord. Pour certains conservateurs, la Révolution de 1789 aurait malheureusement donné la suprématie à la souche gallo-romaine du Midi, portée à l'égalitarisme, au pacifisme et à la jouissance, sur la souche franque du Nord portée à l'élitisme, au bellicisme et au travail,. Ceci aurait provoqué la défaite de 1870 selon Ernest Renan.
Dans son roman Là-bas (1891), Joris-Karl Huysmans remonte aux temps préhistoriques où, affirme-t-il, la Manche n'étant pas encore apparue, la France et l'Angleterre ne formaient alors « qu'un seul et même territoire, qu'une seule et même souche ». Jeanne d'Arc serait à l'origine de cette France incohérente réunissant à tort les incompatibilités du sud et du nord. Dans un opuscule paru l'année suivante, le franc-maçon Louis Martin, républicain progressiste, juge qu'elle a empêché la fusion de deux nations sœurs et conduit à l'exacerbation des caractères nationaux français et anglais. Au contraire, pour Charles Maurras, ardent défenseur du Sud bien que nationaliste, elle a rejeté l'ennemi septentrional et préservé la prédominance latine. 
D'après Joris-Karl Huysmans, la Renaissance avec le retour à l'Antique a également eu un impact puisqu'elle aurait conduit à l'infestation du monde gothique septentrional par le paganisme méditerranéen, par exemple par le remplacement de la Vierge Marie par des Vénus impudiques.

## La teneur de la haine
L'antiméridionalisme est, selon son intensité et son objet, un simple dédain, une méfiance, une hostilité, une haine ou un racisme, très en vogue entre 1870 et 1914,. Robert Lafont parle de racisme intérieur. Ses fondements qui n'évoluent que peu au cours du temps témoignent des tensions de la société française. Elles aboutissent au début des années 1890, selon Jean-Marie Seillan, à un protofascisme français. Trois points construisent l'antiméridionalisme le plus ardent.

### Patriotisme et engagement militaire

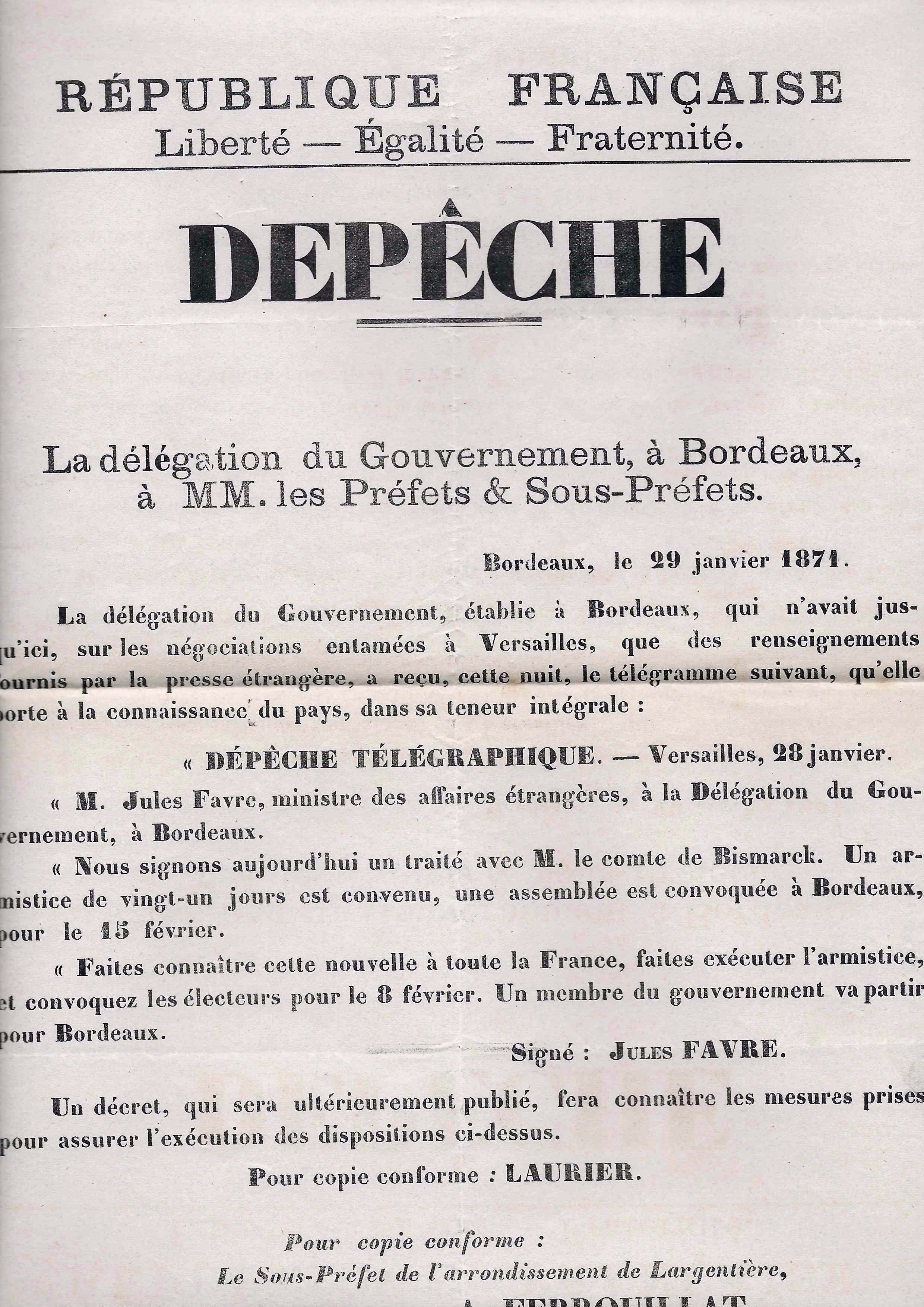
Dépêche annonçant l'armistice de 1871.

Les régions du Sud entretiennent un désamour avec l'État français et, par conséquent, peuvent être récalcitrantes aux obligations militaires, au paiement des impôts et se révoltent parfois violemment. Or, la défaite de 1870 marque les esprits et des boucs-émissaires sont recherchés. Alphonse Daudet, dans La Défense de Tarascon en 1871, dépeint les Méridionaux comme fanfarons et indifférents à la guerre franco-allemande de 1870,. De la généralisation des Tarasconnais aux gens du Midi, il n'y a qu'un pas, allégrement franchi dans les rancœurs de la défaite. Le poète Paul Déroulède, dans de Profundis, pièce de ses très populaires Chants du Soldat, campe un Marseillais qui préfère conserver sa tranquillité plutôt que de combattre. Le texte de ce recueil, d'une forte audience jusqu'en 1914, a un impact important sur la perception des gens du Midi comme lâches et antipatriotiques,. Pourtant, une étude comparée des efforts de guerre selon les départements français ne montre pas de différences significatives et des mutineries post-armistice eurent également lieu dans le Sud comme dans le Nord de la France.
La révolte des vignerons de 1907 est marquée par la mutinerie d'une partie du 17e régiment d'infanterie, composée de soldats méridionaux, inquiète du sort des habitants de Béziers. L'autorité militaire dans un rapport incendiaire recourt abondamment aux fantasmes ethnotypiques stigmatisants. Le lieutenant-colonel Émile Driant les reprend sans vergogne dans son roman Robinsons sous-marins, qui eut un grand succès auprès de la jeunesse dans les milieux conservateurs, construit sur une opposition entre un Breton dévoué et un Provençal repoussant, haineux, révolté et « internationaliste ».
Au premier revers de l'armée française en août 1914, lors de la bataille de Lorraine, les Provençaux du 15e corps sont désignés coupables par le sénateur parisien Auguste Gervais dans Le Matin, accusation reprise par certains journaux alors que la défaite résulte de l'inadéquation du plan de campagne et de la doctrine de l'offensive à outrance. Deux soldats sont exécutés à tort. Malgré des démentis du gouvernement, l'affaire porte préjudice à la réputation des Méridionaux. Sur le front, les soldats du Midi sont mal vus, considérés comme des couards, et font l'objet de brimades des soldats et officiers du Nord,. Le nom de Tartarin est par exemple adressé comme une injure aux combattants du Midi. Dans le grand brassage de population induit par la guerre, l'activation des stéréotypes permet de donner sens à son environnement et corps à sa propre identité. Face aux préjugés tenaces, les soldats méridionaux d'une région donnée peuvent chercher à renvoyer la responsabilité à ceux d'une autre région du Sud, ou réfuter leur appartenance au Midi.

### Des Méridionaux aux commandes de l'État
La droite nationaliste, conservatrice, écartée du pouvoir par les républicains, a rapidement fait sienne l'idée que les politiciens méridionaux, essentiellement de gauche, se sont emparés du pouvoir pour accaparer les richesses du Nord, les redistribuer dans le Sud et s'attacher des fidélités,. En réalité, entre 1871 et 1914, seuls 28,3 % des portefeuilles de ministres et secrétaires d'État ont appartenu à des personnages du Midi. Il n'en est pas moins que le Midi est perçu comme en retard du point de vue économique alors que le Nord, beaucoup plus industrialisé, et c'est une réalité, contribue au budget de l'État de façon très importante. Le Méridional est également considéré comme porté au radicalisme et au socialisme en raison de conflits sociaux ou expressions politiques,.

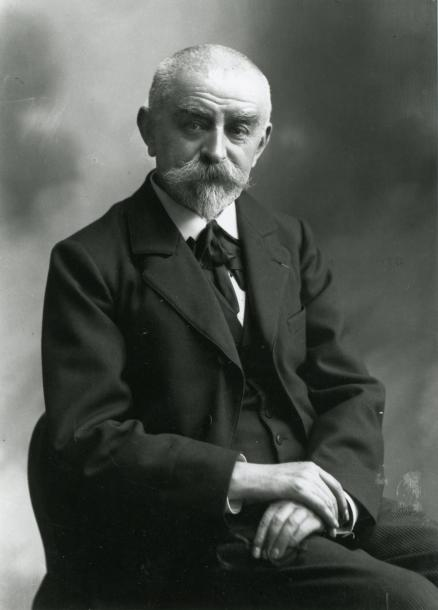
Joris-Karl Huysmans photographié par Frédéric Boissonnas et André Taponier, 1904.

La diffusion des fantasmes haineux doit beaucoup aux élites littéraires. Joris-Karl Huysmans, Gaston Méry qui écrit dans Jean Révolte, roman de lutte (1892) « Le Méridional, voilà l'ennemi ! », Léon Daudet et plusieurs journaux tels que Le Matin et La Gazette s'inscrivent dans cette pensée. Alphonse Daudet, anti-républicain, dans un article paru dans Le Figaro en 1871, accuse les Méridionaux d'avoir profité de la guerre pour faire de la politique et d'être à l'origine de la création de la Troisième République. Les Provençaux sont accusés de s'emparer des rênes de l'État par Victorien Sardou dans sa pièce de théâtre Rabagas jouée en 1872, d'être des beaux parleurs qui, ayant peu le goût de l'action, préfèrent s'emparer du pouvoir par le parlementarisme, dans le roman à charge d'Alphonse Daudet Numa Roumestan, publié en 1881, et porté avec succès au théâtre à Paris,. La figure de Léon Gambetta est centrale dans ces deux cas. Le sociologue Edmond Demolins dans Les Français d'aujourd'hui (1898) cherche les raisons de leur nature dans leur mode de subsistance et le climat. Le propos, résumé par l'historienne Céline Piot, n'est guère flatteur : « victime d'une incurable inaptitude au travail, le Méridional est naturellement porté vers la politique, cette industrie rentable des peuples fainéants et non industrieux ».
Le rôle important du biterrois Ernest Constans, ministre de l'Intérieur, dans l'expulsion des congrégations religieuses et contre le général Georges Boulanger et la Ligue des patriotes, provoque une nouvelle flambée de haine à l'extrême-droite,. Il en est de même avec la prise de pouvoir entre 1902 et 1904 du Bloc des gauches, et ses nombreux Méridionaux, qui mène une politique anticléricale poussée,. Les gens du Sud sont jugés affaiblir l'Église en promouvant la laïcisation, et entacher l'honneur de l'armée avec l'affaire Dreyfus,. Le député Jules Delafosse, les écrivains Jules Lemaître, président de la Ligue de la patrie française, Maurice Barrès et d'autres ont à cœur de dénoncer la prépondérance et l'incurie des figures politiques méridionales aux dépens de la puissance directrice que constitue le Nord,. En 1907, le nationaliste Charles Maurras, méridional mais opposé aux radicaux de gauche, affirme que les politiciens du Sud maintiennent volontairement le pays dans un état de servage.
Après la Première Guerre mondiale, l'arrivée, parmi d'autres, de fonctionnaires méridionaux dans les régions du Nord et de l'Est est mal perçue. L'invasion qu'ils représentent et leur inefficacité présumée sont dénoncées.

### Des Méridionaux gangrénés par d'autres races
Les Méridionaux sont perçus comme une race par de nombreux auteurs tels qu'Arthur de Gobineau, Jules Michelet ou encore Hippolyte Taine. Pour le premier, les populations au sud de la Seine sont en pleine décadence, ne contenant plus que quelques détritus de la race germanique. Pour le second, elle est métisse et trouble, inquiète, bruyante et turbulente, pour le troisième, elle est sensuelle, colérique et rude, sans lest intellectuel et moral.
Du point de vue d'une partie des nationalistes, les Méridionaux sont des anti-français et, « s'ils sont étrangers aux intérêts de la nation, c'est en effet parce qu'ils sont d'une autre race, ou plus exactement qu'ils ont été gangrenés et  dissolus  par  le  sang  et  les  idées  étrangères. ». Or, dans le Midi se trouveraient les plus grandes concentrations de protestants et surtout de juifs. Cette idée de l'influence juive dans le Midi remonte à L'Essai sur l'inégalité des races d'Arthur de Gobineau (1852) mais l'association claire du Méridional avec le Juif date de l'avènement de la Troisième République et de la peur de la démocratie. Pour le provençal Charles Maurras, la population du Midi est restée saine dans son exil intérieur et ses errements ne sont dus qu'à l'oppression juive, protestante ou albigeoise,. Mais il est bien le seul à promouvoir cette vision.

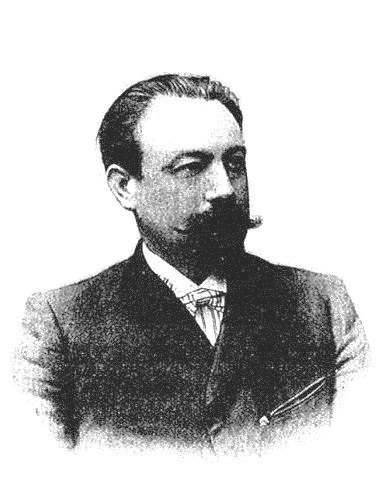
Gaston Méry dans L'Écho du merveilleux, no 302, 1er août 1909.

Tout comme les juifs, les gens du Midi, qui peuvent avoir les mêmes traits physiques que ces derniers, sont censés être facilement reconnaissables à leur accent, à leur comportement, voire à l'odeur d'ail qu'ils émettent. Leur langue elle-même n'est que superficielle. La distinction raciale est appuyée par certains scientifiques. En 1911, dans le journal L'Opinion, le docteur Répin de l'institut Pasteur affirme que l'opposition que l'on constate entre les tempéraments des races dolichocéphales — les hommes du Nord — telles que les Anglo-Saxons ou les Francs et celles des races brachycéphales — les hommes du Sud — telles que les Latins et les Celtes tient au volume du cerveau. Les cerveaux  méridionaux seraient plus petits et donc moins portés à la réflexion, mais la fréquence des connexions expliquerait la faconde et l'aisance de la parole.
Édouard Drumont, dans La France juive (1886, tome II), prétend que Léon Gambetta aurait cherché à établir une République juive en France. Gaston Méry, admirateur de Drumont, affirme que le Méridional et le Juif sont comme des frères et qu'ils sont interdépendants : « le premier a besoin de l'argent du second pour gagner les élections, le second conforte plus facilement ses positions s'il avance dissimulé par le premier ». Donc, « il y a un péril latin et un péril juif ». Mais, Gaston Méry a ceci d'original qu'il pense que les Germains ont constitué la noblesse que la Révolution a vaincue, que les Latins ont formé l'essentiel de la bourgeoisie qu'il faut vaincre, et que ce sont les Celtes, au sang resté pur qui constituent le peuple et qu'il doit se soulever.
Selon l'historienne littéraire Sarah Al-Matary, « l'expérience boulangiste ouvre aux romanciers des perspectives esthétiques nouvelles, qui prennent la forme d'une littérature « de race », politisée, dialoguant parfois avec « la production savante qui, dans la seconde moitié du XIXe siècle, croit déceler chez les peuples latins un penchant autocratique, qu'il prenne la forme de la monarchie absolue, de la Terreur ou du césarisme ». Les uns font de la « race latine » un idéal de civilisation quand, à l'opposé du spectre politique, d'autres la traitent avec dégoût ou haine,.

## Une atténuation progressive
Après la Première Guerre mondiale, l'antiméridionalisme français s'atténue peu à peu, notamment en raison des mouvements de population. Mais, en 1935, le prix Nobel Alexis Carrel écrit encore que les races septentrionales sont supérieures à celles des bords de la Méditerranée. Avant la Seconde Guerre mondiale, l'écrivain Louis-Ferdinand Céline dont les écrits révèlent le « nordicisme » affiche clairement son antiméridionalisme en reprenant plusieurs lieux communs : le Nord conquérant et productif est opposé au Sud menaçant et paralysant. Dans L'École des cadavres, écrit Sarah Al-Matary, « il assimile « le latinisme » à la « Grèce », qui est « déjà de l'Orient », mot qui, par association d'idées, évoque la franc-maçonnerie, que le pamphlétaire associe au « juif », fréquemment rapproché chez lui du « nègre ».